# Ternstroemia penduliflora
Ternstroemia penduliflora är en tvåhjärtbladig växtart som beskrevs av Clarence Emmeren Kobuski. Ternstroemia penduliflora ingår i släktet Ternstroemia och familjen Pentaphylacaceae. Inga underarter finns listade i Catalogue of Life.